# Мадагаскарска императорска лястовича опашка
Мадагаскарската императорска лястовича опашка (Papilio morondavana) е вид насекомо от семейство Лястовичи опашки (Papilionidae).

## Разпространение
Видът е разпространен в Мадагаскар.